# Bencatel
Bencatel é uma povoação portuguesa sede da Freguesia de Bencatel do Município de Vila Viçosa, freguesia com 36,26 km² de área e 1480 habitantes (censo de 2021), tendo, por isso, uma densidade populacional de 40,4 hab./km².

## Demografia
A população registada nos censos foi:
| Distribuição da População por Grupos Etários | Distribuição da População por Grupos Etários | Distribuição da População por Grupos Etários | Distribuição da População por Grupos Etários | Distribuição da População por Grupos Etários |
| -------------------------------------------- | -------------------------------------------- | -------------------------------------------- | -------------------------------------------- | -------------------------------------------- |
| Ano                                          | 0-14 Anos                                    | 15-24 Anos                                   | 25-64 Anos                                   | > 65 Anos                                    |
| 2001                                         | 213                                          | 234                                          | 915                                          | 358                                          |
| 2011                                         | 212                                          | 157                                          | 922                                          | 388                                          |
| 2021                                         | 193                                          | 128                                          | 778                                          | 381                                          |

## Património
- Igreja de Santa Ana de Bencatel;
- Ermida da Senhora das Mercês;
- Ermida de São Pedro.